# Olivier Siegelaar
Olivier Siegelaar est un rameur néerlandais née le 24 octobre 1986 à Haarlem. Sa sœur Sarah Siegelaar est aussi rameuse.

## Palmarès

### Championnats du monde
- 2009 à Poznań,  Pologne
  -  Médaille de bronze en huit